# Albertslundlygten
Albertslundlygten, også kaldet Albertslundlampen, er en gadelygte designet i 1963 af Jens Møller-Jensen i tæt samarbejde med Louis Poulsen. Lygten er oprindeligt designet i forbindelse med udviklingen af det nye byområde Albertslund Syd i 1960'erne og betragtes af mange som et designikon. Albertslundlygten modtog i 2000 den prestigefyldte ”Klassikerpris” af Dansk Designråd, nu kaldet Designrådet.
I 2011 blev der udviklet en ny lygte, som efterfølger til Albertslundlygten, kaldet A-lygten. Den er designet af Mads Odgård.